# Eidgenössische Volksinitiative «für ein Verbot des Schlachtens ohne vorherige Betäubung»
Die Eidgenössische Volksinitiative «für ein Verbot des Schlachtens ohne vorherige Betäubung» (auch bekannt als Schächtverbot) ist eine Schweizer Volksinitiative, die am 20. August 1893 zur Abstimmung gelangte und von Volk und Ständen angenommen wurde. Sie war von den Tierschutzvereinen in den Kantonen Bern und Aargau lanciert worden und hatte zum Ziel, das von Juden praktizierte Schächten zu verbieten. Einer der federführenden Initianten war Andreas Keller-Jäggi, Gründer und Präsident des Aargauer Tierschutzvereins. Es war die erste Volksinitiative auf Teiländerung der Bundesverfassung, die seit deren Einführung 1891 zur Abstimmung gelangte. Die Debatte über die Vorlage war (laut späteren Einschätzungen) zum Teil auch durch antisemitische Darstellungen geprägt.

## Wortlaut
Die Bundesverfassung wird wie folgt ergänzt:
Art. 25bis (neu)
Das Schlachten der Tiere ohne vorherige Betäubung vor dem Blutentzuge ist bei jeder Schlachtart und Viehgattung ausnahmslos untersagt.

## Hintergrund
Bereits 1854 hatte der Kanton Aargau die Tötung von Vieh mittels Kopfschlag gesetzlich vorgeschrieben. Davon ausgenommen waren jedoch die jüdischen Gemeinden in Lengnau und Endingen, denen das Schächten gestattet war. Im Kanton Genf fanden der kantonale Tierschutzverein und die Israelitische Gemeinde 1889 einen Kompromiss: Das Schlachtvieh musste beim Schächten betäubt werden. Dasselbe verlangte schliesslich auch die eidgenössische Volksinitiative. Den Anstoss dafür gab 1886 der Zentralvorstand der schweizerischen Tierschutzvereine, der in einer Petition an das Departement des Innern ein Schächtverbot verlangte. Der Bundesrat holte ein tierärztliches Gutachten ein und erkannte das Schächten unter gewissen Bedingungen als verfassungskonform an. Trotz des Kompromisses in Genf setzte sich in den Vereinen eine strikt ablehnende Haltung durch. Nach sechs Monaten reichten sie im Herbst 1892 die für eine Volksinitiative erforderliche Zahl an Unterschriften ein.

## Abstimmung
Inhaltlich war es ein Konflikt zwischen Religionsfreiheit und Tierschutz. Nachdem der Bundesrat auf eine Empfehlung verzichtet hatte, gewichtete das Parlament die Religionsfreiheit höher und wies die Initiative zurück. Ein allgemein gehaltener Tierschutzartikel als Gegenvorschlag war ebenfalls nicht mehrheitsfähig. Teile der Bevölkerung massen dem Tierschutz höhere Priorität zu als der Vermeidung einer teilweisen Einschränkung religiösen Brauchtums. Der Freisinn und die Katholisch-Konservativen, die dominierenden Parteien im Parlament, gründeten ein nationales Komitee gegen die Initiative, angeführt vom ehemaligen Bundesrat Numa Droz. Sie betonten, das Schächten sei nicht grausam und eine Schlachthausvorschrift, die zu unnötiger Bürokratie führe, gehöre nicht in die Bundesverfassung. Ebenso waren die Katholisch-Konservativen nach ihren eigenen Erfahrungen im Kulturkampf sehr darauf bedacht, die religiösen Grundfreiheiten nicht in Frage zu stellen. Die befürwortenden Tierschützer argumentierten, ihr Anliegen sei «keineswegs von antisemitischer Tendenz», auch wolle man in «keiner Art und Weise der jüdischen Religion und dem jüdischen Volk zu nahe treten».
Bei einer Stimmbeteiligung von 49,18 % wurde die Initiative mit 191'527 Ja-Stimmen (60,11 %) gegenüber 127'101 Nein-Stimmen (39,89 %) angenommen. Das ebenfalls erforderliche Ständemehr wurde mit 10½ zu 9½ erreicht. In den nördlichen Kantonen der Deutschschweiz, wo der Einfluss des deutschen Antisemitismus stärker war, fand die Initiative deutliche Zustimmung. Im Tessin und in der Romandie, wo sowohl Antisemitismus als auch Tierschutz auf weniger Resonanz stiessen, wurde sie klar verworfen.

„Infolge der Wirtschaftskrise ab 1873, für welche die Juden verantwortlich gemacht wurden, waren sie in Europa zunehmend in die Sündenbockrolle geraten. Anhand der im Abstimmungskampf von 1893 verwendeten Argumentation muss man die Einführung des Schächtverbots in der Schweiz den Auswirkungen des Antisemitismus zurechnen.“

## Ergebnis

### Gesamtergebnis
| Nr. | Vorlage                                                                          | Art | Stimm- berechtigte | Abgegebene Stimmen | Beteiligung | Gültige Stimmen | Ja      | Nein    | Ja-Anteil | Nein-Anteil | Stände  | Ergebnis |
| --- | -------------------------------------------------------------------------------- | --- | ------------------ | ------------------ | ----------- | --------------- | ------- | ------- | --------- | ----------- | ------- | -------- |
| 40  | Eidgenössische Volksinitiative «Verbot des Schlachtens ohne vorherige Betäubung» | VI  | 668'913            | 328'983            | 49,18 %     | 318'628         | 191'527 | 127'101 | 60,11 %   | 39,89 %     | 11½:10½ | ja       |

### Ergebnisse in den Kantonen

Grafische Darstellung der Ergebnisse der einzelnen Kantone

Quelle: Bundeskanzlei
| Kanton                     | Ja      | Ja-Anteil | Nein    | Nein-Anteil | Beteiligung |
| -------------------------- | ------- | --------- | ------- | ----------- | ----------- |
| Aargau                     | 029'653 | 90,08 %   | 003'264 | 09,92 %     | 83,87 %     |
| Appenzell Ausserrhoden (½) | 003'091 | 38,72 %   | 004'891 | 61,28 %     | 67,84 %     |
| Appenzell Innerrhoden (½)  | 001'077 | 47,34 %   | 001'198 | 52,66 %     | 77,01 %     |
| Basel-Landschaft (½)       | 005'336 | 76,38 %   | 001'650 | 23,62 %     | 55,62 %     |
| Basel-Stadt (½)            | 003'480 | 76,69 %   | 001'058 | 23,31 %     | 33,77 %     |
| Bern                       | 038'440 | 80,13 %   | 009'531 | 19,87 %     | 42,59 %     |
| Freiburg                   | 002'542 | 24,03 %   | 008'036 | 75,97 %     | 37,39 %     |
| Genf                       | .000745 | 12,81 %   | 005'072 | 87,19 %     | 30,63 %     |
| Glarus                     | 002'055 | 57,27 %   | 001'533 | 42,73 %     | 44,42 %     |
| Graubünden                 | 002'903 | 24,47 %   | 008'959 | 75,53 %     | k. A.       |
| Luzern                     | 004'816 | 57,79 %   | 003'517 | 42,21 %     | 26,98 %     |
| Neuenburg                  | 004'866 | 45,75 %   | 005'770 | 54,25 %     | 41,18 %     |
| Nidwalden (½)              | .000486 | 57,31 %   | .000362 | 42,69 %     | 29,69 %     |
| Obwalden (½)               | .000321 | 32,42 %   | .000669 | 67,58 %     | 27,53 %     |
| Schaffhausen               | 005'538 | 84,29 %   | 001'032 | 15,71 %     | 83,89 %     |
| Schwyz                     | 001'492 | 57,23 %   | 001'115 | 42,77 %     | 21,41 %     |
| Solothurn                  | 005'559 | 79,00 %   | 001'478 | 21,00 %     | 38,21 %     |
| St. Gallen                 | 014'564 | 40,26 %   | 021'608 | 59,74 %     | 71,77 %     |
| Tessin                     | .000854 | 12,58 %   | 005'934 | 87,42 %     | 24,35 %     |
| Thurgau                    | 011'496 | 77,44 %   | 003'349 | 22,56 %     | 62,56 %     |
| Uri                        | .000736 | 28,73 %   | 001'826 | 71,27 %     | 60,62 %     |
| Waadt                      | 003'071 | 17,03 %   | 014'964 | 82,97 %     | 28,83 %     |
| Wallis                     | .000395 | 03,16 %   | 012'106 | 96,84 %     | 45,21 %     |
| Zug                        | .000865 | 64,94 %   | .000467 | 35,06 %     | 22,23 %     |
| Zürich                     | 047'146 | 85,94 %   | 007'712 | 14,06 %     | 70,45 %     |
| Schweiz                    | 191'527 | 60,11 %   | 127'101 | 39,89 %     | 49,18 %     |

## Nachwirkungen
In der Presse kam es nach der Abstimmung zu einer Debatte, ob 11½ Standesstimmen tatsächlich als Ständemehr gelten oder ob nicht doch 12 Standesstimmen erforderlich seien. Das Parlament folgte der Interpretation des Bundesrates und erklärte die Initiative für angenommen.
Am 2. Dezember 1973 gab es eine Abstimmung über den Bundesbeschluss über einen Tierschutzartikel, der den bisherigen Artikel 25bis der Bundesverfassung ersetzen sollte. Der Tierschutzartikel wurde angenommen und fünf Jahre später – am 3. Dezember 1978 – fand das Tierschutzgesetz (TschG) ebenfalls Zustimmung.